# Італійський іредентистський рух
Італійський іредентизм (італ. irredentismo italiano, італійською: [irredenˈtizmo itaˈljaːno]) — рух, що існував наприкінці XIX-початку XX століття в Італії та суміжних регіонах з італійським населенням, спрямований на об'єднання всіх етнічних італійців в рамках однієї держави. 

## Історія
Спочатку рух пропагував приєднання до Італії територій, населених переважно італійцями (і колишніх корінними жителями цих місць), але залишаються під владою Австро-Угорщини після Третьої італійської війни за незалежність. До територій, на які рух висував претензії, належали Трентіно та Тіроль, а також райони з мультиетнічним складом населення, що включав в себе, крім італійців, німців, словенців, хорватів, ладіно та істрорумунів — такі, як Південний Тіроль, Істрія, Гориця і Градишка та частина Далмації. Пізніше висувалися претензії на місто Рієка (Фіуме), Корсику, Мальту, Ніццу та Італійську Швейцарію.

## Дивись
- Велика Італія
- Іредентизм
- Рісорджименто